# سرگردان یخبندانی

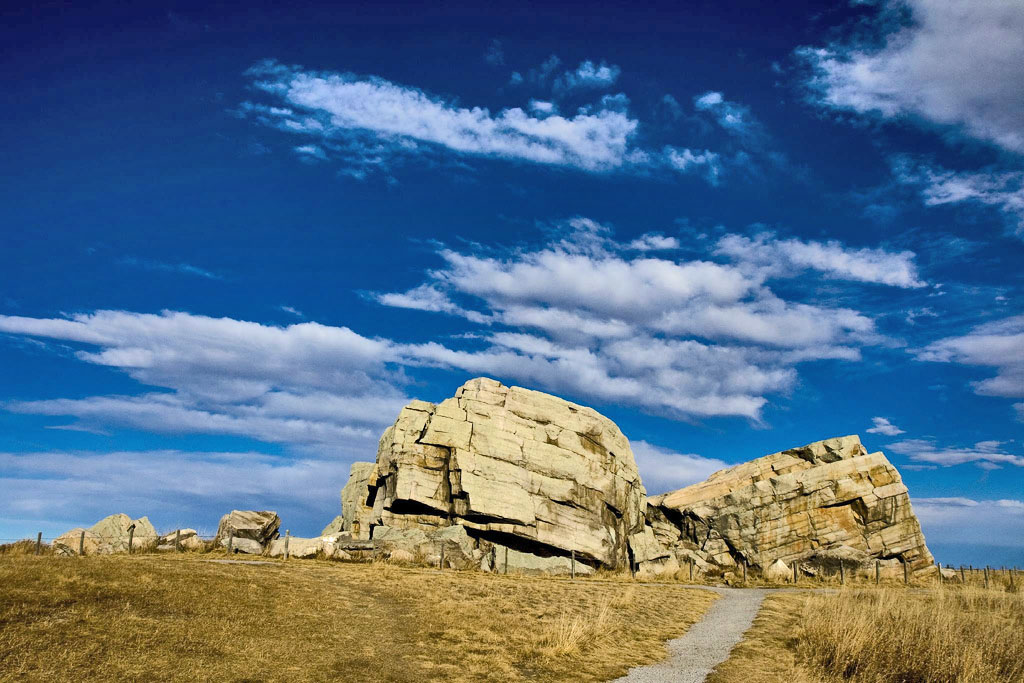
بیگ راک در اوکوتوک، آلبرتا

سرگردان یخبندانی و نیز ناهمگون یخبندانی (به انگلیسی: Glacial erratic)، سنگ‌ها و تخته‌سنگ‌هایی هستند که از نظر اندازه و نوع سنگی خود با دیگر سنگ‌های منطقه‌ای که در آن قرار دارند متفاوت باشند. نام «سرگردان»، و نیز «ناهمگون»، از مفهوم واژهٔ لاتین (errare؛ سرگردان شدن) گرفته شده، و اشاره به انتقال و جابجایی آن‌ها توسط یخِ یخچال‌های طبیعی دارد؛ که این جابجایی اغلب با پیمودن بیش از صدها کیلومتر فاصله انجام می‌شود. سرگردان‌های یخبندانی از نظر اندازه می‌توانند از سنگریزه‌ها تا تخته‌سنگ‌های بزرگی را مانند سرگردان بیگ راک (۱۵۰۰۰ تن متریک) در ایالت آلبرتای کانادا را شامل شوند.
زمین‌شناسان به منظور شناسایی و کشف سرگردان‌ها؛ نوع و ترکیبِ دیگر سنگ‌های موجود دراطراف سرگردان را، با نوع و ترکیبِ سنگیِ خودِ سرگردانِ مورد بررسی، مقایسه می‌کنند.

## اهمیت
اهمیت علمی این سنگ‌ها بسیار فراتر از زمین‌چهرهای نادر و شگفت‌انگیزی است که آن‌ها در نمونه‌های بزرگ‌تر آن‌ها به نمایش می‌گذارند، زیرا؛
- از آن‌جا که سرگردان‌ها می‌توانند توسط یخچال‌های طبیعی حمل شوند؛ در نتیجه آن‌ها مجموعه‌ای از شاخص‌هایی هستند که مسیر حرکت و جابه‌جایی یخبندان‌های ماقبل تاریخ را نشان می‌دهند. پی‌گیری این برسنگ نوشته‌ها (لیتوگرافی) می‌تواند ردیابی بررسی کننده را تا منشأ و ریشهٔ اصلی سنگ؛ (کوه مادر)، راه‌نمایی کند؛ که این، امکان تأیید مستند مسیر جریان یخ را فراهم می‌سازد.

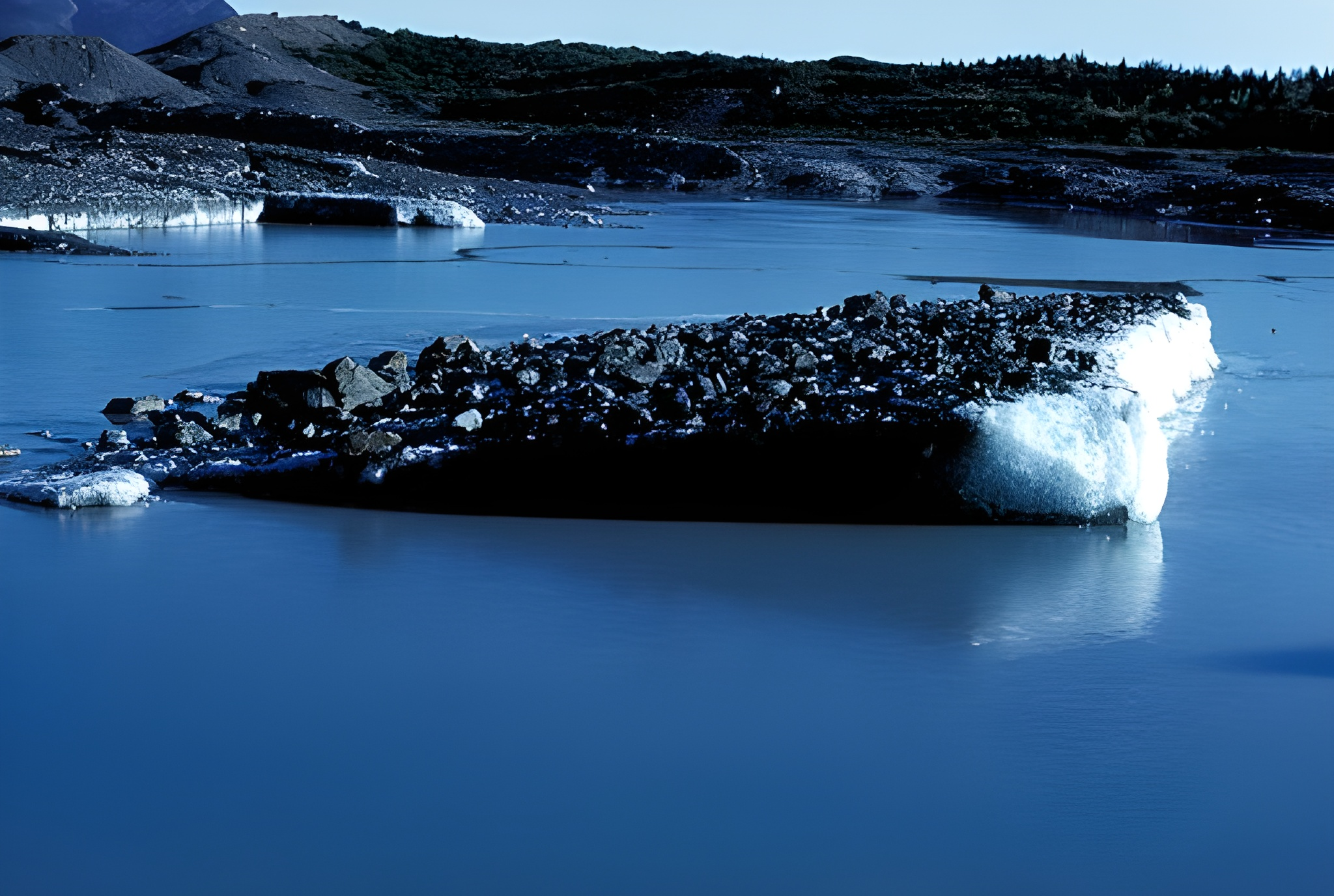
کوه یخی که با انباشته‌هایی از بقایای خرده‌سنگ‌ها پوشانده شده، از پایانه‌های یخسارهای شریدان در آلاسکا یخزایی (جدا) شده‌است.

- سنگ‌هایی که؛ زمانی همراه با سیل‌های ایجاد شده در اثر شکستن سدهای یخی و طغیان‌های شدید رودها، بر سطح یخ راند شده‌بوده‌اند، با شکستن بخشی از آن یخ، می‌توانند به وسیلهٔ آن یخ شناور، تا مدتی در مسیر رودخانه یا بر سطح دریا جابه‌جا شوند که با ذوب شدن تدریجی یخ در کف رودخانه یا دریا ذخیره می‌گردند.
این روش در ایجاد سرگردان‌ها یخ‌سواری (ice rafting) نام دارد. داده‌های برگرفته از سرگردان‌های یخ‌سوار در اندازه‌گیری سیلاب یخبندانی ناشی از شکست سد یخی، که آب‌های ذخیره شده در دریاچه‌های پیش‌یخبندانی مانند دریاچه میسولا را آزاد می‌ساخته، امکان‌پذیر می‌سازد. سرگردان‌هایی که حاصل یخ‌سواری بوده‌اند مشخصه‌های آب‌های با سطح بالا به خاطر سیل‌های گذرا در مناطقی نظیر دریاچهٔ موقت لویز را داشته‌اند.

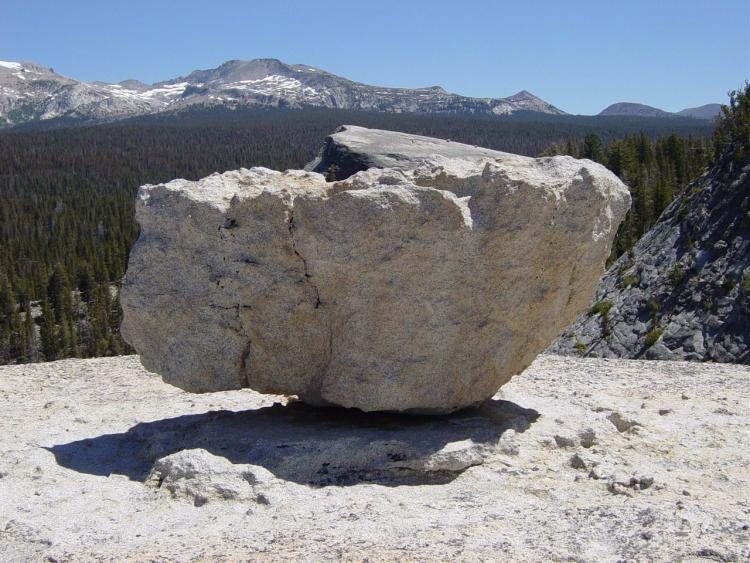
یک سرگردان یخبندانی زاویه‌دار در لمبرت‌دام که نشان از جابه‌جایی درون یک یخچال طبیعی دارد.

- از داده‌های مربوط به سرگردان‌هایی که توسط کوه‌های یخیِ در حال ذوب در اقیانوس افتاده‌اند برای ردیابی حرکات یخبندان‌های قطب جنوب و قطب شمال برای دوره‌های پیش از شروع ثبت‌وضبط استفاده می‌شود. این سرگردان‌های رهاشده در اقیانوس که به عنوان (رهاسنگ‌ها dropstones) نیز شناخته شده‌اند، می‌توانند با درجه حرارت و میزان سطج اقیانوس پیوستگی‌هایی داشته و برای شناخت بهتر، و تنظیم و مدرج‌سازی (کالیبراسیون) مدل‌های آب و هوایی جهانی مرتبط باشند.[۱]